# Christoph Friedrich I. von Degenfeld
Christoph Friedrich I. von Degenfeld (* zwischen 1655 und 1660 auf Schloss Neuhaus; † 28. März 1705 in Durlach) war Grundherr auf Neuhaus, auf dem Eulenhof und in der württembergischen Hälfte von Ehrstädt. Er bekleidete zuletzt die Stelle des Oberstallmeisters am Baden-Durlachschen Hof.

## Leben
Er war der älteste zu Jahren gekommene Sohn von Johann Christoph II. von Degenfeld († 1680) und der Veronica Benigna von Dachenhausen. 
Nach dem Tod des Vaters beantragte er für sich und seine jüngeren Brüder Eberhard Friedrich und Ferdinand Friedrich I. die Bestätigung der vom Vater geerbten Lehen. Im Januar 1682 teilten Christoph Friedrich und Ferdinand Friedrich das Erbe, wobei Eberhard Friedrich nicht mehr genannt wird, so dass dieser offensichtlich kurz nach dem Vater ebenfalls verstarb. Christoph Friedrich erhielt Schloss Neuhaus, den Eulenhof und die württembergische Hälfte von Ehrstädt. Ferdinand Friedrich erhielt die Wormser Hälfte von Ehrstädt sowie die Degenfeldschen Allodialgüter in Waibstadt und Unterbiegelhof, wobei gleichzeitig ein Familienfideikommiss über die Eigengüter geschlossen wurde.
1688 war Christoph Friedrich Kürassier-Leutnant bei den kaiserlichen Truppen, später war er Rittmeister und dann Obristleutnant beim Erbprinzen von Württemberg. Im Pfälzischen Erbfolgekrieg diente er der Baden-Durlachschen Armee. Zuletzt war er Oberstallmeister am Baden-Durlachschen Hof.
Er starb am 28. März 1705 in Durlach und wurde in der Stadtkirche Durlach begraben.
Nach Christoph Friedrichs Tod handelte sein Bruder Ferdinand Friedrich I. als Senior der Familie eine Erbteilung unter Christoph Friedrichs Söhnen Johann Friedrich I., August Maximilian und Johann Albrecht aus. Nach einigen Jahren guten Auskommens gerieten die Söhne in Streit mit ihrem Onkel. Auch unter dessen Nachkommen brach Streit über die Besitztümer aus. Der letzte lebende männliche Nachkomme von Christoph Friedrich I. war dessen Sohn Johann Friedrich I. (1683–1760). Nach dessen Tod vereinte Ferdinand Friedrichs Sohn Christoph Ferdinand I. (1699–1766) ab 1760 wieder den gesamten Besitz der Degenfeld-Neuhaus auf sich.

## Familie
Er heiratete am 16. November 1678 in Schwaigern Maria Magdalena von Neipperg († 1728). Der Ehe entstammten vier Söhne.
- Johann Friedrich I. (1683–1760) ⚭ Maria Frederica Felicitas Göler von Ravensburg (1697–nach 1765)
- August Maximilian (1687–nach 1716)
- Johann Ludwig Reinhard (* 1691), wohl jung gestorben
- Johann Albrecht Friedrich (1693–1723) ⚭ Sophia Helena von Gemmingen-Widdern